# Bạch Long Vĩ
Bạch Long Vĩ ist eine zu Vietnam gehörende Insel im Golf von Tonkin. Sie befindet sich 75 km vor der Küste etwa auf halbem Weg zwischen Hải Phòng in Vietnam und Hainan in China und ist – abgesehen von den umstrittenen Paracel- und Spratly-Inseln – die am weitesten abgelegene Insel Vietnams. Das Gebiet um die Insel wird hauptsächlich für Fischerei und das Sammeln von Fischeiern verwendet, ist aber auch von strategischer, militärischer, wirtschaftlicher (wegen Öl- und Erdgasvorkommen) und ökologischer Bedeutung. Auf 2,5 km² leben etwa 900 Menschen; die Insel gehört als Landkreis (huyện đảo) zur Stadt Hải Phòng.

## Name
Bạch Long Vĩ (Chữ nho: 白龍尾) bedeutet „Schwanz des Weißen Drachen“, die chinesische Übersetzung ist Bai Longwei. Vor dem 20. Jahrhundert wurde die Insel in Vietnam Vô Thủy („kein Wasser“) genannt, da sie keine Wasserquellen hat. Weitere frühere Namen sind Yeying (夜莺岛 Yèyīng Dǎo, „Nachtigall-Insel“), der bereits 1771 (als Nightingale Island) auf Karten verzeichnet ist, und Busuzhou (浮水洲). In Stielers Hand-Atlas von 1891 ist die Insel als „Nachtigall“ eingezeichnet. Die Spanier nannten die Insel im 17. und 18. Jahrhundert Isla De Mejo. Von den Hainan-Chinesen und vietnamesischen Fischern wird die Insel Fushui (浮水洲 Fúshǔi Zhōu; Vietnamesisch: Phù Thủy Châu, „Auf dem Wasser schwebende Perle“) genannt. Einheimische nennen die Insel auch Hai Pao wegen der großen Vorkommen an Seeohren (Abalonen).

## Geografie
Die Insel ist 2,5 km² groß, 2,1 km lang und 1,9 km breit. Sie hat in etwa die Form eines Dreiecks mit langer Seite im Nordwesten. Bạch Long Vĩ erhebt sich plateauartig bis zu 58 m über dem Meeresspiegel, im Südwesten und Osten ist die Insel eher flach.
Im Süden befindet sich eine Bucht mit Hafenmolen, wo die Fähre von Hải Phòng anlegt. Der 2000 eröffnete Hafen bietet jährlich Schutz für 11.000 Fischerboote. An der Nordwestseite gibt es einen weiteren geschützten Hafen. Eine Ringstraße führt um die gesamte Insel. Am höchsten Punkt befindet sich ein Leuchtturm, daneben Radar- und Telekommunikationstürme. Auf der Insel gibt es zwei Straßen, ein paar Restaurants und kein Hotel. Ein Reservoir hält Frischwasserreserven.
Bạch Long Vĩ befindet sich auf einem gehobenen Block der Nordwestflanke des känozoischen Song-Hong-Sedimentbeckens. Früher ging man davon aus, dass die Insel nur neogenes Sedimentgestein aufweist, heute weiß man, dass das Gestein aus dem Paläogen stammt. Es besteht aus sedimentärem Sandstein, Schluffstein und Tonstein von der oligozänen Phù-Thủy-Châu-Formation mit einer Dicke von 200 m und der miozän-pliozänen Hoa-Mi-Formation mit einer Dicke von 55–60 m.
Durch angespülte Korallenreste sind an einigen Küstenabschnitten hunderte Meter lange Dünen entstanden. Besonders im Süden gibt es breite Sandstrände.

## Ökologie
Auf der Insel leben Zugvögel wie Störche, Turteltauben, Drongos und Purpurhühner. Während der Migration sind sie von vietnamesischen Behörden geschützt.
Insgesamt wurden auf und um Bạch Long Vĩ 1490 Arten gefunden, davon 367 Arten Landpflanzen, 17 Arten Mangroven, 65 Arten Seegras, 227 Arten marines Phytoplankton und 110 Arten marines Zooplankton, 125 benthale Arten, 94 Arten Korallen, 451 Arten Fische und insgesamt 45 Arten Vögel, Säugetiere, Reptilien und Amphibien. Von den Arten sind mindestens 28 selten und gefährdet.
Durch die starke Fischerei, für die die Insel als Basis dient, ist die Region um Bạch Long Vĩ von Überfischung und zerstörerischen Praktiken betroffen. Rund um die Insel, etwa einen Kilometer vor der Küste, befinden sich Riffe. Im Umkreis von etwa 5–10 km um die Insel ist ein Meeresschutzgebiet eingerichtet (Khu bảo tồn biển Bạch Long Vĩ).

## Geschichte
Vor dem 20. Jahrhundert war Bạch Long Vĩ wegen der fehlenden Wasserquellen nicht bewohnt, wurde aber von Fischern besucht. Chinesische Fischer nutzten die Insel als Handelsposten nach Vietnam und Schutz vor Stürmen. Sie bauten auch einen Tempel mit einer 1887 gegossenen Glocke. In einem Übereinkommen zwischen China und Frankreich wurde die Insel 1887 an Französisch-Indochina (Annam) abgetreten, da sie östlich von 108°03’13’’ liegt. Auf zeitgenössischen Karten der Volksrepublik China wurde die Insel jedoch weiterhin zu dieser gezählt.
Um 1920 wurde im Süden der Insel ein Frischwasserbrunnen gegraben und vietnamesische Siedler kamen auf die Insel, um Viehzucht, Landwirtschaft und Fischerei zu betrieben. Im August 1921 bat ein Einwohner des Dorfes Giap Nam um Erlaubnis, in den niederen Regionen der Insel zu wirtschaften. Der Regierung wurde außerdem bewusst, dass die Gewässer um die Insel reich an Fischen, Garnelen und Weichtieren seien. In Folge erhöhte das französische Protektorat seine Überwachung der Insel und legte fest, dass Patrouillenschiffe der Steuerbehörde die Insel mindestens einmal im Jahr besuchen sollen. Ein Erster Offizier wurde auf der Insel stationiert, um Inspektionen durchzuführen. Auch die Regierung der chinesischen Provinz Guangdong inspizierte die Insel in den 1930ern.
1937 sandte die Regierung von Kaiser Bảo Đại eine Garnison aus zwölf Männern zu der Insel, baute ein Dorf auf, ernannte einen Dorfleiter und benannte die Insel offiziell in Bạch Long Vĩ um. Sie wurde unter Verwaltung des Bezirks Co To der Provinz Quang Yen gestellt. In drei Siedlungsgebieten des Dorfes, alle im Süden der Insel, lebten etwa 200 Menschen in um die 80 strohgedeckten Häusern. Es gab unter anderem einen Tempel und drei Brunnen. Angebaut wurden wegen des sandigen Bodens hauptsächlich Süßkartoffeln, aber auch Reis, Sorghumhirsen, Erdnüsse und Gemüse. Gehalten wurden neben Kühen auch einige Schweine und viel Geflügel. Im Südosten der Insel wurde ein kleiner Schutzflughafen gebaut.
25 bis 50 Fischerboote von der Insel Cat Ba hatten die Erlaubnis, jeden September südlich von Bạch Long Vĩ zu fischen und vor der Insel zu ankern, um sich vor Monsunen zu schützen. Der Fisch wurde in Vietnam, ein kleinerer Teil in Hainan verkauft. Seeohren (Meeresschnecken) wurden von chinesischen Händlern gekauft und nach Guangdong verschifft (später durften sie nur noch nach Vietnam verkauft werden).
Im Zweiten Weltkrieg vertrieb die japanische Armee die Franzosen aus Indochina und besetzte die Insel. Nach Kriegsende entwaffnete die Armee von Chiang Kai-shek die Japaner in Nordvietnam und befreite Bạch Long Vĩ (nach anderen Angaben wurde die Insel ab 1946 wieder von Frankreich kontrolliert). 1949 gewann die Armee der Kommunistischen Partei Chinas den chinesischen Bürgerkrieg, Reste der Armee der Kuomintang flohen im Frühling 1950 von Hainan nach Bạch Long Vĩ, formten eine Lokalregierung und nutzten es als Stützpunkt. Nachdem Frankreich 1954 im Vietnamkrieg verloren hatte, verließen die Franzosen, große Teile der Kuomintang und die Hälfte der rund 500 Einwohner die Insel in Richtung Südvietnam.
Am 28. Juli 1955 landete die Volksbefreiungsarmee auf der Insel, vertrieb die Reste der Kuomintang und setzte eine Lokalregierung ein; Bạch Long Vĩ wurde in den Kreis Danzhou eingegliedert. Zuvor hatte die Volksrepublik China sich zurückgehalten, um einen internationalen Konflikt mit Frankreich zu vermeiden, das ebenfalls in der Region patrouillierte. Nahezu alle 248 verbliebenen Einwohner waren Chinesen.
Am 16. Januar 1957 gab Chinas Regierung Bạch Long Vĩ schließlich als „Beweis der Freundschaft“ an Nordvietnam zurück, nachdem Hồ Chí Minh in Peking darum gebeten hatte, um eine Radarstation zu bauen. Womöglich stimmte Mao Zedong zu, um eine direkte Konfrontation mit den US-Amerikanern im Vietnamkrieg zu vermeiden. Das chinesische Militär verließ die Insel, die Zivilisten und Institutionen blieben. Nordvietnams Premierminister Phạm Văn Đồng veranlasste, dass Bạch Long Vĩ als Dorf (xã) zu Hải Phòng gehört. Zu dem Zeitpunkt lebten 518 Menschen in 135 Haushalten auf der Insel. Im gleichen Jahr wurde eine Fischfarm mit 13 Schiffen, 22 Hektar Land und 93 Arbeitern auf der Insel gegründet. China half Nordvietnam, die Radarbasis zu bauen und transportierte in den kommenden Jahrzehnten große Mengen Hilfslieferungen für den Vietcong über Bạch Long Vĩ.
Ende 1965 wurde die Bevölkerung der Insel im Zuge des eskalierenden Vietnamkriegs auf das Festland evakuiert. Bis 1992 kontrollierte das Militär die Insel, zunächst das Bataillon 153 und später das Regiment 952. Am 9. Dezember 1992 wurde Bạch Long Vĩs Status zu einem Landkreis geändert. Im Februar 1993 kehrten die ersten 62 Zivilisten auf Anweisung der Stadtregierung auf die Insel zurück. 2018 lebten dort bereits über 900 Menschen. Die Insel ist jedoch weiterhin militärisches Sperrgebiet und nur Vietnamesen dürfen sie besuchen.
In einem Vertrag zur Festlegung der Grenze zwischen China und Vietnam im Golf von Tonkin 2000 bekräftigte China, es habe Bạch Long Vĩ Ende der 1950er an Vietnam abgetreten und beanspruche die Insel nicht; der Vertrag beendete jahrzehntelange Territorialstreitigkeiten. Am 1. April 2010 besuchte Präsident Nguyễn Minh Triết die Insel und versicherte, dass Vietnam seine Souveränität über die Insel verteidigen werde, sollten andere in ihre Hoheitsgewässer eindringen.